# マネックス・ショック
マネックス・ショックとは、マネックス証券がライブドアおよびライブドアの子会社の株式の信用担保能力の評価をゼロとすると取引日の日中に突然発表したことに端を発した、株式市場の連鎖的な混乱と暴落のことである。

## 経緯
2006年1月16日、東京地検特捜部が証券取引法違反の容疑により、ライブドア本社および堀江貴文社長宅・新宿の事業所などに家宅捜索を行った。翌日の17日の寄り付きでは市場に若干の混乱があったが、前場が引ける午前11時の時点では落ち着きを取り戻していた。その後、後場に入り株式相場全般が大暴落し、その後も数日間は多くの銘柄の株価が暴落する展開に発展した。
これは「ライブドア・ショック」と報じられることが多いが、前場の段階では落ち着きを取り戻していたこと、大企業とはいえ一企業の不祥事でしかないことからライブドア単独の問題ではなく、暴落の直前にマネックス証券がとった行動が原因であるとの見方があり、これをさしてマネックス・ショックと呼ぶ。
2006年1月17日（火）の後場、マネックス証券がライブドア株およびその関連会社の担保能力を予告なく「掛け目ゼロ」にした。そのため、ライブドア株やその関連会社の株を代用有価証券として信用取引を行っていた投資家は、追加証拠金を積むか、あるいは他の銘柄に対して「換金売り」を行う必要に迫られるのではとの連想が働き、売注文が増加しただけでなく、他の証券会社がマネックス証券の方針に追従するのではないかとの思惑から売り注文が加速し、売りが売りを呼ぶ強烈な波及効果となって現れた。
マネックスの代表取締役社長CEOの松本大は、与謝野金融担当相の発言（下記）を受けて、「当社は、株式市場の重要な担い手の一つである証券会社として、また上場企業であるマネックス・ビーンズ・ホールディングス株式会社の100％子会社として、その株主価値を守る責務があります」「個別の経営判断として特定の株式の代用有価証券としての担保価値の評価が困難になったと総合的に判断される場合に、その担保掛目を下げることは、経営の選択肢の一つであると考えております」とのコメントを発表した。
マネックス・ショックの問題について報道したのはロイター通信とNHKで、松本大をニュース番組のレギュラー解説者、コメンテーター、株式投資バラエティ番組などに採用し、スポンサーにもなっていた民放各社や大手新聞は「ライブドアへの捜索が暴落の引き金」と報道した。この事件後、松本はテレビのレギュラー番組、ニュース番組に出演しなくなった。

## 閣僚、同業他社、有識者等の見解
- 与謝野馨　金融・経済財政担当相（当時）

「担保価値をどうするかは証券会社の判断であり、制度上は問題ない」「投資家にとって困惑の極み」「証券会社は投資家を大切にする姿勢で経営してほしい。大切にしない会社はいつかは投資家に捨てられる」「市場の混乱に拍車をかけたという疑いを持つのは当然だ」（2006年1月19日閣議後記者会見より）
- 北尾吉孝　SBIホールディングス株式会社代表取締役執行役員CEO

「証券界で飯を食っている人の常識では考えられない行為だ。その日には（途中から）株価が戻そうとしてきた折でもあり、あれによって冷やされた。ものすごく影響が大きかった。どういう意図でやったのか、さっぱりわからない」「何を考えたのか分からないが、場中に掛け目ゼロの発表をするのは証券界の常識とはかけ離れている」（2006年1月26日、ラジオNIKKEIインタビューより）
- 矢野広一　ターボリナックス社長

「今回、このような突然の制裁とも言える処置を受けたことは一生忘れません」「これは少なくとも私の常識ではあり得ないですし、はっきり言ってマネックス証券は証券会社としての資格も品格もないと思います」（自身のブログより）
- 松井道夫　松井証券社長

「会社と顧客は信用市場で、同じように、リスクを負っている。掛け目0とは、そのリスクをすべて顧客に押し付けたことを意味している。業界では非常識すぎて話にならない」「与謝野金融相が言うとおり、あとは顧客がそういう証券会社をどうするかを、判断するだろう」（松井証券公式メールマガジンより）
- 木村剛　金融コンサルタント

「気配値であるとはいえ値段はついていたわけですし、ゼロではなく気配値で評価すれば、良かったような気もしますが、なぜいきなり「ゼロ」だったのか・・・。聡明な松本大社長のことですから、マスコミに公表されていない立派なロジックがあるはずだと信じますが、第三者的に眺めている限り、よく分かりません。本当のところ、どうだったんでんでしょうねぇ・・」（「週刊! 木村剛」2006年1月26日号より）
- 服部暢達　一橋大大学院企業戦略研究課助教授

「何の前触れも無く、周知期間も無い掛け目0で、マネックスが混乱に拍車をかけた。利己的で無責任なフライングは明らか」
- 雑誌「エコノミスト」

「ライブドアショックより、マネックスショックの方が相場に与えた影響は大きかった」（巻頭特集記事内より）
- 雑誌「週刊東洋経済」

「ライブドアに株式市場がジャックされたかのような異常事態が続いていた中ある経営者の判断が市場を突き崩す」